# Rétroréflectomètre
Un rétroréflectomètre est un appareil servant à mesurer la réflexion optique d'un matériau.
Le Ministère des Transports du Québec utilise fréquemment cet appareil avant la réception des travaux de marquage routier.